# 宇久島

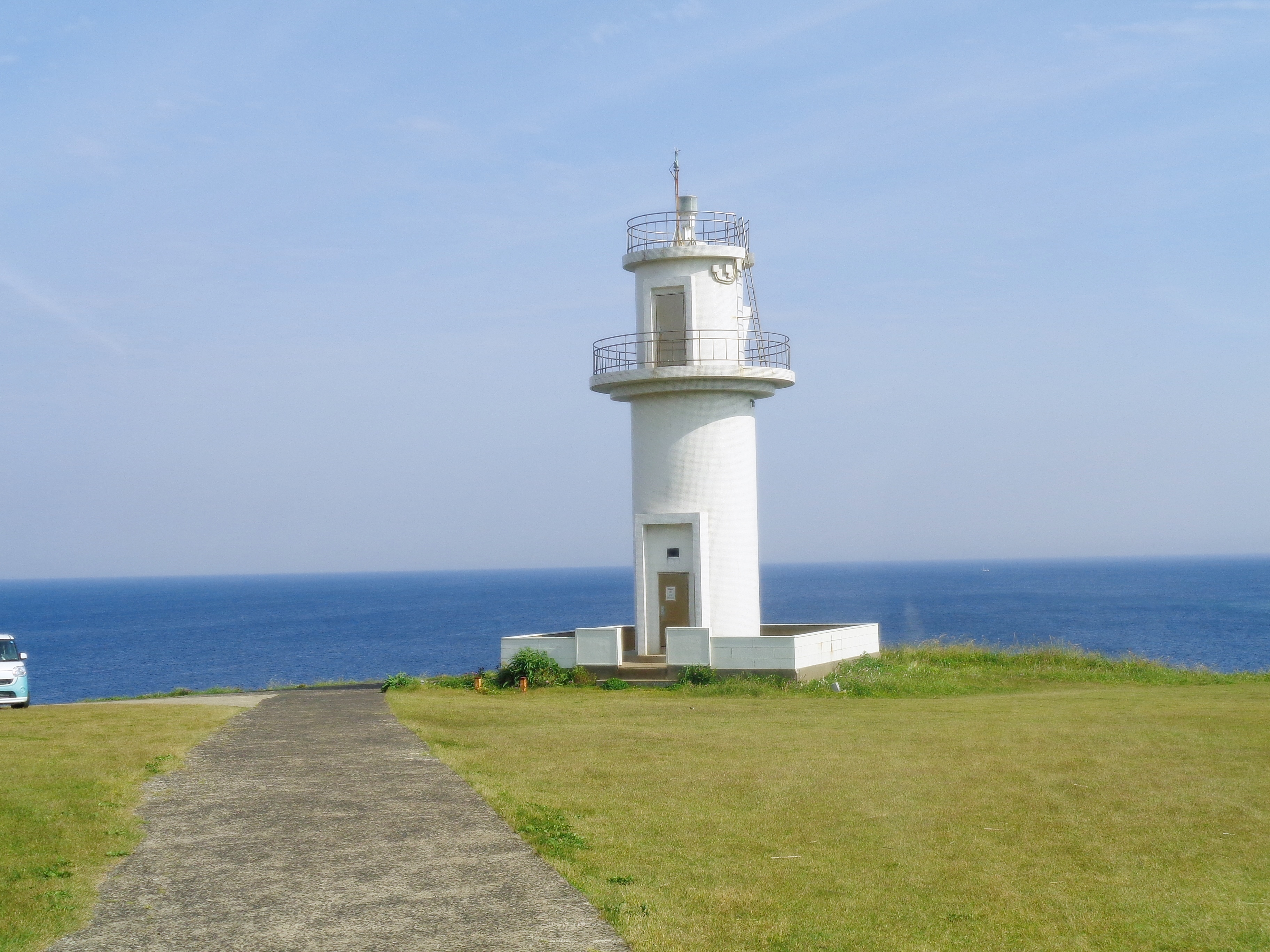
宇久島最北端部の対馬瀬鼻燈台。

宇久島（うくじま）は、長崎県本土から西へ約50 km 離れた五島列島の最北部に位置する有人島である。全島が佐世保市に属するものの、佐世保市中心部からは約55 km 離れている。

## 概要
- 面積 - 約24.93 km2
- 海岸線の長さ - 約38 km
- 人口 - 1766人（佐世保市「町別の推計人口」2022年12月1日現在[1]）

## 地理
宇久島は五島列島の最北部に位置しており、島の北西端には「五島崎」と呼ばれる小さな岬も有る。このため、一般には五島列島に含められる場合が多いものの、長崎県では平戸諸島の一部としている。平戸島の南東端からは約20 km離れている。なお、宇久島の約4 km南には小値賀島や野崎島が有る。

### 山
城ヶ岳は「五島富士」とも呼ばれ、その山頂の標高は258 m であり、これが島内の最高峰である。この山は島の中央部に位置しており、天候が良ければ、山頂からは島全体だけでなく、小値賀島や平戸島まで望める。

### 地史
宇久島の最高峰は城ヶ岳であり、島内には丘陵地が多い火山島として誕生した島である。地下水が比較的豊富であり農業用水として活用されている。

## 伝説
平清盛の弟である平家盛が、この島に壇ノ浦の戦いの後に逃れて住み、五島一円に勢力を伸ばして宇久氏の祖となったという伝説が残っている。

## 環境問題

### 鳥獣被害
本州からイノシシが海を渡って島内に侵入しており、豊かな自然環境も相まって繁殖し、畑などを荒らす被害が多発している。2015年時点では人的被害は発生してはいないが、宇久島固有の生態系にとっても憂慮すべき事態となっている。

### 発電所
日本風力開発により、出力2 MWの風車を50基要する風力発電所を推進している。離島のために、良好な風況が望めるからである。また、九電工を中心とする企業体が、島の4割の面積を使い太陽光発電所を推進している。これらは、海底ケーブルを用いた九州電力への売電を目的としている。日本自然保護協会は「これまでの原子力発電の立地の構造と全く変わりない。原発はすぐでにも止め、自然エネルギーに転換しなければならないが、日本の生物多様性を壊してまでの風力や太陽光発電は本末転倒」と批判している。ただし、太陽光発電においては地権者が環境に配慮した施工方式であると確認し理解を示しているのが現状である。
佐世保市宇久島のメガソーラー発電所については、2014年10月に九州電力が接続申し込みの回答を保留した際に、計画の続行を危ぶむ声も出た。だが、当初の事業主体であったフォトヴォルト・ジャパン合同会社（PVDP社）は、2015年11月に、九州電力から系統連系の承諾を得たと発表した。PVDP社は「この承諾を以って、太陽光発電設備と高圧直流海底ケーブル、および補助中高圧システムを宇久島に設置する技術段階に入る」とのコメントを出した。2016年2月17日に、長崎県佐世保市議会の大岩博文議員が、この事業に絡み、許認可権限を持つ朝長則男市長に現金100万円を渡すと持ち掛けていたとして、贈賄申し込み罪で逮捕され、その後、有罪判決が下された。

### 廃棄物処理
2020年春に島内のゴミ処理施設を廃止したものの、当初はゴミの処理場への運搬に支障が出た。結局、宇久島からのゴミ運搬車は、佐世保港経由で佐世保市内のゴミ処理施設に運搬する形に落ち着いた。

## 交通

### 船舶
宇久島の南東部の平港まで、佐世保港からは高速船とフェリーが運航されている。また、福岡市の博多港からはフェリーが運航されている。
- 九州商船（高速船・フェリー）
  - 佐世保 - 平（宇久島） - 小値賀島 - 佐世保
※高速船の始発便・最終便は有川（新上五島町の中通島）発着
- 野母商船（フェリー）
  - 博多 - 平（宇久島） - 小値賀島 - 青方（新上五島町の中通島） - 福江港（五島市の福江島）

### バス
宇久島内には、長崎県道160号線などの道路が存在し、宇久観光バスが路線バスを運行している。

## 名所・観光スポット

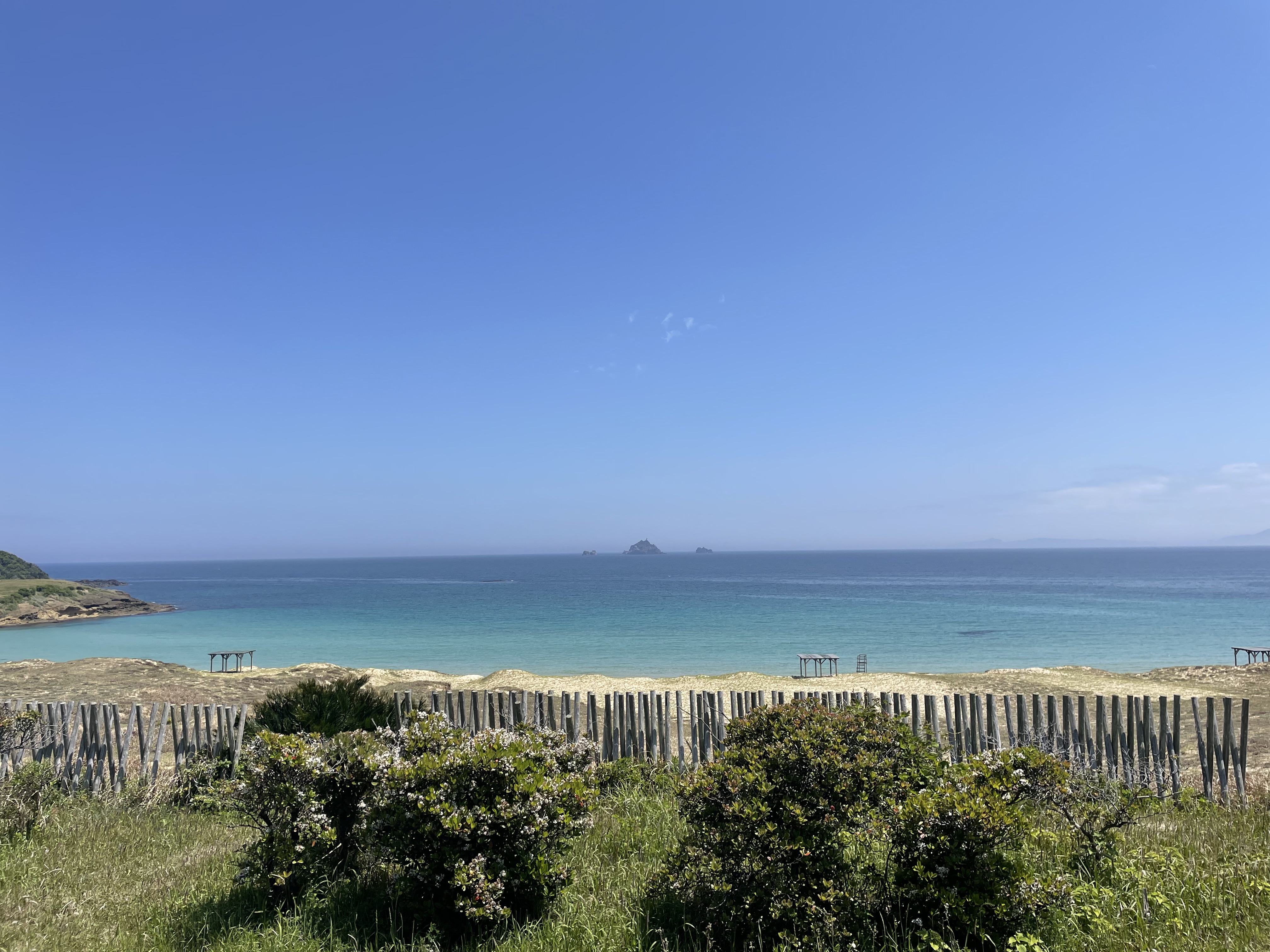
島の東北東に有る大浜海水浴場。

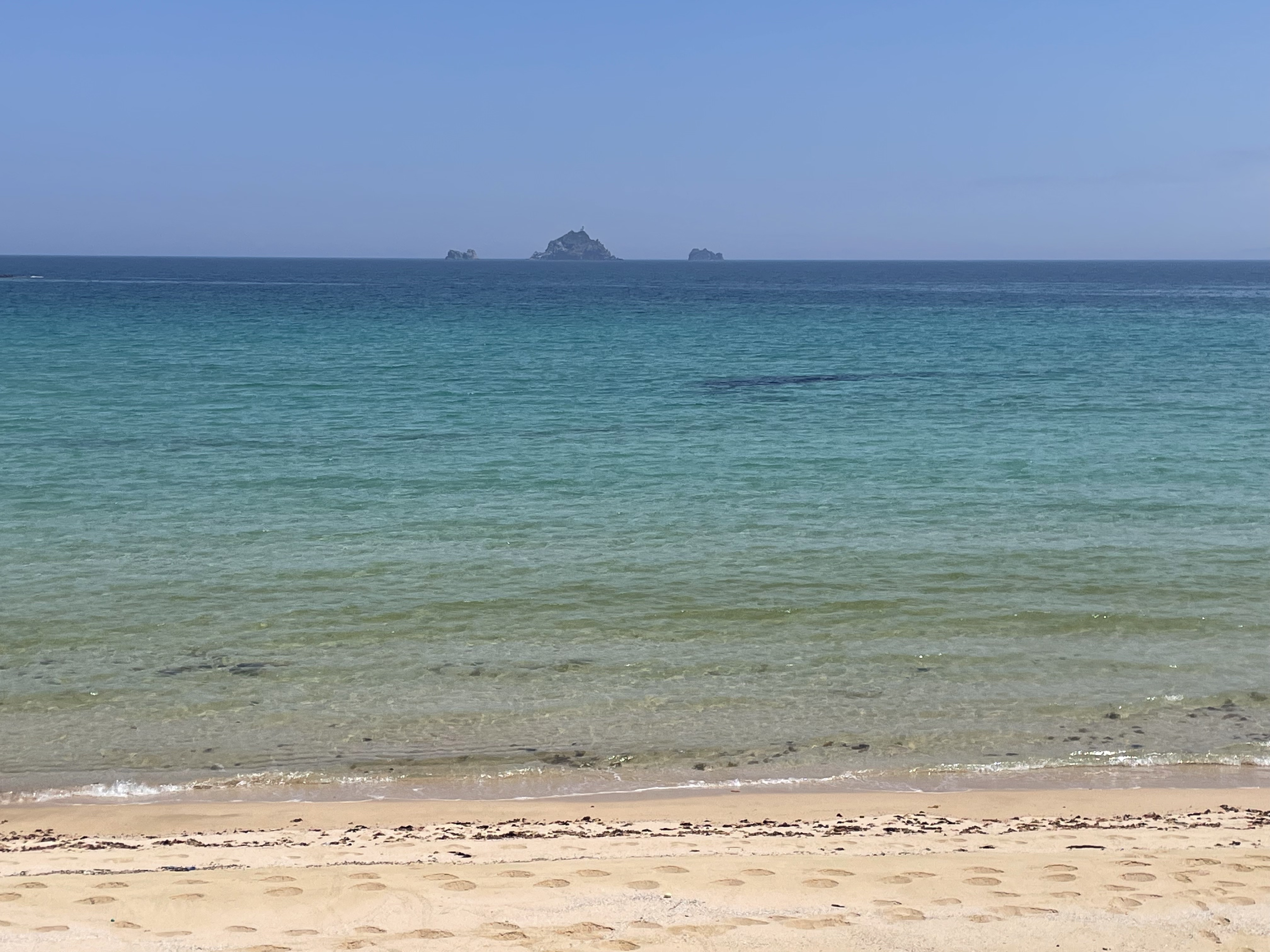
大浜海水浴場から見た、沖合の無人島である古志岐三礁。

- 城ヶ岳展望所 - その名の通り、島内最高峰の城ヶ岳に有る。
- フィッシャリーナ宇久
- 大浜海水浴場 - 島の東北東側に有り、付近は大浜キャンプ場としても利用される。
- スゲ浜海水浴場 - 島の東南東側に有り、かつては付近にハマユウの群落が見られた。
- 汐出海水浴場 - 島の西南西側に有り、寺島などが見える位置である。
- 三浦のソテツ - 対馬瀬鼻燈台の近くである。
- 長崎鼻
  - 長崎鼻燈台 - 1959年に建造された海水練り鉄筋コンクリートの燈台である。
- 東光寺 - 平港の近くに立地する。